# 龟船
龜船是15至18世紀間，屬於朝鮮王朝板屋船級的大型戰船。在1592到1598年壬辰衛國戰爭期間，由於幫助朝鮮王朝對抗日軍船艦贏得數場海戰，龜船的威名遠播。然而不同於一般的刻板印象，在戰爭中朝鮮海軍的主流仍然是板屋船。
首次提及龜船的紀錄來自於1413與1415年《朝鮮王朝實錄》中的記載。這些龜船被稱為「戈船」（spear-ships）或「蒙衝」（ramming ships），主要被用來抵擋女真與日本人海盜。然而，因為接下來一百多年的和平期間，這些早期龜船被廢棄不用。朝鮮海軍的大將李舜臣，被認為是有功於鼓勵海軍工程師羅大用設計及建造這艘今日舉世聞名的船。在日軍侵朝的戰爭期間，他的龜船裝備了至少5種不同的火砲。李舜臣的龜船號稱具有鐵甲船的特色，然而這種主張是有爭議性的。他建造了3至5艘龜船，而在1782年，服役的龜船至少有40艘。

## 建造
根據李舜臣的私人日記之一《亂中日記》，他為了應付可能的外國入侵，在與屬下討論過後，在1591年決定讓龜船復活。在其僚屬幫助下，他建造了第一艘當代的龜船。李的日記以及其侄李芳所著的《行錄》（Hangrok），描述了龜船構造的細節、建造過程、用途以及用於船上的武器測試。經過了一年的研究與搭造，李指揮著其屬下完成了當時第一艘龜船。它在1592年3月27日下水，搭載了射程介於300至500公尺的火砲，並已於1592年3月12日接受了測試，就在釜山鎮之戰及多大浦之戰前一天。

## 構造
戰爭期間服役的龜船有許多種版本，不過它們一般長約100至120呎（30至37公尺），且其底層結構與板屋船極端類似。技術上來說龜船就是在板屋船之上搭起一層船殼，再加上一具巨大無比的錨懸掛在船前。在船首豎立的龍頭能散發出如霧般的硫磺氣體，有效的擾亂敵人的艦隊陣型，以及在接近與穿梭在敵艦之間時掩蔽船隻自身。同時龍頭也足夠容納一門火炮。做為某種形式的心理戰，龍頭也能驚嚇日軍士兵。船前有一具巨大的錨，錨下繪有一張「臉」，被當作是一種撞擊工具。與標準的板屋船相同，龜船有兩支桅和一對帆。另一個相同點是龜船也利用了槳來加快速度；這就意味著，和與其交戰的日軍船隻不同，龜船的運動不僅僅依賴風力。龜船另一項勝過日本對手的優點是，龜船能在其船隻本身尺寸大小的範圍內轉向。
龜船在它的兩個側邊各有10支槳與11個炮口。通常龍頭嘴巴的開口處也有一個炮口。在龜船的前後還各有兩個炮口。這些重型火砲允許龜船施放密集的彈幕。其成員組成通常包括50-60名作戰的水兵以及70名槳手，還有一名指揮官。龜船的上半部包覆著六角形的甲片，每塊甲片有一支鐵錐突出。此種封閉甲板的好處之一是保護朝鮮槳手及水手免於遭受火繩槍與弓箭火力的攻擊。鐵錐被認為能夠挫敗日軍登船肉搏的企圖，因為當時日軍在海上戰鬥的主要方式正包括了以鉤爪繫住敵船、以及攀登船艦進入面對面的肉搏戰。朝鮮的書面記錄都提到了龜船是便於移動的船艦，能夠提供瞬間加速的爆發力。與標準的板屋船相同，龜船的船底特徵為U形，使其具備了穩定得多的火炮發射平台以及，在其船隻本身尺寸大小的範圍內轉向等優點。U型船底相較於V型船底的缺點是多多少少較慢的巡航速度。
與一般流行的信念相反，在豐臣秀吉侵略朝鮮的那段時期，大約僅有3至6艘龜船進入朝鮮水軍服役；朝鮮水軍的主力戰艦仍然是板屋船，後者的尺寸大約與龜船相當。之所以如此是因為建造龜船所必須消耗的資源極多。在某張於日本城池中發現的圖繪裡，龜船被描繪為三層甲板的巨獸，規模大的可以與現代的船隻相比較。火炮置於第三層，弓箭手置於第二層，部隊則部署在第一層。船上也有無數的汲柄，用於釋放儲水以撲滅船上的火源。繪畫中的許多武器及其功能被歷史學家認為是應在其年代之前的許多年。

## 鐵殼

### 支持者與反對者
在某些時候，龜船（尤其是船頂）甲板上的鐵甲會被特別強調。然而這個問題具有爭議性。沒有鮮明的證據證明龜船有鐵甲包覆。一般說來，當時的文獻在龜船的製造上是保持沉默的，沉默到了「甚至在衡量其設計的概念時被我們在知識上的限制嚴重妨礙」的程度。相關的資料來源主要有二，韓國與日本的戰爭紀錄： 
當時的韓國紀錄

主要的韓國資料通常對這件事保持沉默：李舜臣在他自己深思熟慮的戰爭日記中並未提到包覆鐵殼的事情，雖然在1592年6月14日向上提報的作戰報告中他提及了從船頂突出的鐵錐：
「…在即將到來的日本侵略威脅下，我特別製造了龜船，它在船首有一個龍頭，可以從龍口發射火砲，還有佈滿鐵錐（對抗攀艦的敵人）的龜背（船頂甲板），在其中的船員能見到外頭，但不能從外頭被窺見。這種船能衝進數百艘敵船當中，發砲痛擊敵人…」
- 李舜臣的姪子及戰爭的目擊者李芳（Yi Pun），在他的人物傳記中簡短的提到了船的上半部(船頂甲板)覆有綴滿鋒利尖錐的甲片，但沒有給出關於其所使用的材料的進一步細節。[4]

當時的日本紀錄
- 《高麗船戰記》（Ship-Battles in Korea）中的一份日文資料包含一場戰役的描述，由兩名日軍指揮官於1592年7月9日親身經歷。相關部分如下：

「大約早上8點，由58艘大船和50餘艘小船組成的敵艦隊（李舜臣的艦隊）開始向我方發動攻擊。其中三艘大船是鐵包的盲船（龜船）。」
這份文件的時間在李舜臣述及其龜船的三個星期後，然而並未提及船頂是否包覆起來或者其上有無鐵錐，無法提供進一步的解釋。
稍後的史料來源
- 與龜船同時的圖像資料並不存在，因此第一幅龜船的畫像──同時也是最常被引用的──出自於200年後、1795年才編輯起來的《李忠武公全集》(Complete Writings of Admiral Yi)當中。[5]畫像在一些重要的部分上與戰爭紀錄相左：儘管六角形結構的甲板可能印證了龜船有鐵甲包覆的觀點，難以解釋的、沒有出現文獻所提及的鐵錐卻引人疑竇，導致「文人的畫作欠缺現實感」搞得「與文獻記載一比較引發了更多問題」的責難。[3]

- 還有一點，在接近19世紀末時，當時韓國受到法國海軍的威脅，政府下令建造裝甲船"就像龜船一樣"，由官方設計出來的船因太重而不能浮起。[6]

- 一張由李舜臣於1595年所繪的龜船製作圖顯示一個特製六角形圖案，強烈意味著某種物品製造出來用於木板之上。[6]

必須注意的是龜船的鐵甲，假設其真的存在，那也是由和19世紀的鐵甲船比較起來非常不同的作戰方式所推動產生的。相較於龜船的鐵皮船頂是為了阻止日軍攀舷登艦，鐵甲船的特色是裝設在船舷、以及稍後包覆整個船身的鐵甲，用以保護船隻免於敵人砲彈的轟擊。

## 武器

### 龍頭
龍頭置於船首之上。龜船上裝設的龍頭有許多種不同的版本。起初龍頭是做為一種早期心理戰的形式去震懾日軍士兵。另一種形式的龍頭裝備了噴射管，能夠釋放有毒的濃霧，後者在船中的一堆碗裡用硫磺與硝的混合物來製造。煙霧可以用來遮蔽視線，打亂日軍適當運動與協調的能力。另一種版本的龍頭將火砲置於其口中，使得船隻看起來更具威脅性。
李舜臣的日記解說道火砲可置於龍口並向敵艦射擊。

### 鐵長釘和鐵甲
鐵長釘是裝在甲板上，作用是使日本士兵登上龜船時腳部會被刺穿，防止日本士兵登上龜船。根據古時記載鐵釘會被空米包所覆蓋使它看起來很安全，用以迷惑日本士兵登上龜船，但現代學者則認為說法難以置信，因為這個做法會引來敵方的火矢攻擊。
鐵甲是船體的「貝殼」用來保護水手，槳手也保護火繩槍與火炮，與板屋船有所不同。

### 火砲
火砲是龜船勝過日軍艦艇的主要優點，有了火砲龜船能在一定距離擊毀日軍船隻。龜船與標準的板屋船一樣，能夠搭載大約30門火砲。通常龜船的兩邊各有11座砲門，前後各有2座。各種不同型號的龜船搭載了24至36門火砲。龜船的龍口中也能裝設一門火砲。由於龜船的四面八方都有砲口，它可以向任何方位射擊。
龜船搭載了天、地、玄、黃以及勝字銃筒。勝字銃筒是最輕型的火砲，射程約200公尺，而最重的天字銃筒射程為600公尺。玄字與黃字銃筒是中型的火砲，通常發射火矢而非砲彈。

## 戰術運用
李舜臣將龜船當作一種近距離突擊艦艇而將其復活，與它過去的功能一樣想用來將敵船撞沉。它將划行直衝敵陣，打亂其序列。緊接著撞擊之後，龜船舷側便向四面八方施放一輪火砲攻擊。由於此種戰術，日本人將龜船稱為目藏船（目藏船mekurabune，盲船），正因為它們會拉近距離，看起來突然爆發似的撞進敵船。這種類型的攻擊曾運用在唐浦（Dangpo）、玉浦（Okpo）及1592年的泗川（Sacheon）海戰中。
龜船甲片的主要用處是做為反制攀艦登船的裝置，上面搭蓋了一層覆板且突出了一根根鐵錐。攀登用的鉤爪無法在上頭得到穩固的支撐點，而跳上龜船通常也意味著被洞穿。鐵殼也使得日軍船隻較難摧毀它，它使得龜船能夠在來自上方的火炮轟擊中存活下來，同時其斜面也能彈開火繩槍彈與弓箭。
之後龜船還被用於其他用途，例如在露梁（Noryang）海戰中，做為攻擊的矛頭或者在狹窄水域伏擊日軍船艦。
與流行的描述不同，龜船並不是非常緩慢的船隻。龜船既能運用划槳也能運用風帆推進，而且其相當有限的裝甲使它相對的較為輕利。李舜臣將它設計既快速又輕巧，以適應衝撞敵艦的目的。

## 今日的龜船
最近復原的龜船被用於商業與學術用途。龜船研究中心是一間私家貿易公司，在龜船的原本設計方面做了許多研究；他們還復原了許多原尺寸的模型應用於商業用途。這些都被用在韓國的電視劇「不滅的李舜臣」（불멸의 이순신，The Immortal Yi Soon Shin）當中。許多博物館有做為展示品的龜船，人們也能拜訪停泊在麗水（Yeosu）的1:1比例龜船，入內參觀。龜船模型是頗受歡迎的禮物及飾品。